# Thysanococcus pandani
Thysanococcus pandani es un insecto descrito por Stickney en 1934. Thysanococcus pandani incluido en el género Thysanococcus y familia Halimococcidae. No subespecies se enumeran en el Catálogo de la Vida.